# Мощенка (приток Вожи)
Мощенка — река в России, протекает в Рязанской области. Правый приток Вожи.

## География
Исток реки Мощенки расположен около посёлков Маточкино 1-е и Маточкино 2-е. Течёт на северо-запад. На реке расположен посёлок Желчино. Устье реки находится в 50 км по правому берегу реки Вожа. Длина реки составляет 12 км.

## Данные водного реестра
По данным государственного водного реестра России относится к Окскому бассейновому округу, водохозяйственный участок реки — Ока от города Коломна до города Рязань, речной подбассейн реки — бассейны притоков Оки до впадения Мокши. Речной бассейн реки — Ока.
По данным геоинформационной системы водохозяйственного районирования территории РФ, подготовленной Федеральным агентством водных ресурсов: 
- Код водного объекта в государственном водном реестре — 09010102012110000024862
- Код по гидрологической изученности (ГИ) — 110002486
- Код бассейна — 09.01.01.020
- Номер тома по ГИ — 10
- Выпуск по ГИ — 0